# Солодовка (река)
Солодовка — река в России, протекает по Волгоградской области. Устье реки находится в 14 км по левому берегу реки Бурлук. Длина реки составляет 18 км, площадь водосборного бассейна 126 км². Высота устья — 107,4 м над уровнем моря.

## Данные водного реестра
По данным государственного водного реестра России относится к Донскому бассейновому округу, водохозяйственный участок реки — Медведица от впадения реки Терса и до устья, речной подбассейн реки — Дон между впадением Хопра и Северского Донца. Речной бассейн реки — Дон (российская часть бассейна).
Код объекта в государственном водном реестре — 05010300312107000008960.